# Demodex canis
Espèce
Demodex canis est une espèce d'acariens de la famille des Demodecidae. Elle est commensale de la peau du chien dont elle fait partie de la flore normale (dans le follicule pileux) et est présente en très petit nombre.
Lorsque le système immunitaire de l'organisme hôte est déficient ou que celui-ci est affaibli par une autre pathologie, cet acarien peut proliférer et entraîner des lésions cutanées locales ou généralisées. C'est ce qu'on appelle la démodécie du chien.

## Liste des sous-espèces
Selon BioLib (27 décembre 2019) :
- sous-espèce Demodex canis canis Leydig, 1859
- sous-espèce Demodex canis ovis Railliet, 1895